# 塞尼奥拉-杜波尔图
塞尼奥拉-杜波尔图是巴西米纳斯吉拉斯州的一个市镇。总面积382.256平方公里，总人口3517人，人口密度9.2人/平方公里。